# 瑪格·芳登
瑪歌·芳婷女爵士，DBE（Dame Margot Fonteyn，1919年5月18日—1991年2月21日）是一位著名的英國首席芭蕾舞者，在她的時代，被許多人認為是英國最出色的女芭蕾舞者。

## 生平
幼时随父居天津，曾就读于天津英租界内天津英国文法学校。从流亡白俄习芭蕾。

## 外部連結
- Brief bio at Ballet.co.uk
- The Ballerina Gallery - Margot Fonteyn （页面存档备份，存于）